# Марш свободы (15 марта 2000)
Марш свободы (бел. Марш свабоды) — массовая акция протеста в Минске, состоявшаяся 15 марта 2000 года в защиту независимости, прав человека и демократии Белоруссии, а также против углубления российско-белорусской интеграции.

## Предыстория
Намерение президентов России и Белоруссии Бориса Ельцина и Александра Лукашенко создать Союзное государство было встречено в Белоруссии массовыми уличными протестами. Первый «Марш свободы», организованный оппозицией 17 октября 1999 года (за 2 месяца до подписания президентами России и Белоруссии Договора о Союзном государстве), ознаменовался жестокими столкновениями участников с милицией и ОМОНом. Милиция применила слезоточивый газ, демонстранты защищались камнями и плиткой.
Второй «Марш свободы» был назначен на 15 марта 2000 года и был приурочен к шестой годовщине принятия Конституции Белоруссии. Митингам предшествовали заявления западных политиков о недопустимости применения силы против мирных демонстрантов; Государственный департамент США и Белый дом выступили с отдельными заявлениями. В те дни международное сообщество проявило солидарность в поддержку белорусской оппозиции. Видимо, это сдерживало Лукашенко, который за день до марша пригрозил «улететь» от митингующих.

## Ход событий
Мирная акция прошла с разрешения Мингорисполкома. По некоторым оценкам, в уличной акции приняли участие до 15000 человек (одни уехали, не оставшись на концерт, другие пришли только на митинг).
Организаторы объявили акцию началом «Весны 2000». Однако через день городские власти заявили о намерении запретить ещё шесть оппозиционных групп. Спустя 10 дней в День Воли в Минске было задержано более 500 человек.

## Оценки
Подводя итоги «Марша свободы-2», политолог Виталий Силицкий высказал своё мнение, что изменения в Белоруссии возможны только мирным путём, по примеру «бархатной революции» в Праге в 1989 году. С ним не согласился Ян Максимюк, ссылаясь на разобщённость белорусского общества и слабость оппозиции.